# ТЕС Сорек
31°56′33″ пн. ш. 34°43′52″ сх. д. / 31.94250° пн. ш. 34.73111° сх. д.
ТЕС Сорек – теплова електростанція у центральній частині Ізраїлю, між Ашдодом і Тель-Авівом. Використовує технологію комбінованого парогазового циклу.
Введена в експлуатацію у 2017 році, станція складається з одного енергоблоку потужністю 140 МВт. У ньому встановлено дві газові турбіни потужністю по 50 МВт, які через котли-утилізатори живлять одну парову турбіну з показником у 42,5 МВт.
Як паливо станція використовує природний газ, на постачання якого уклали довгостроковий контракт з власниками офшорного газового родовища Тамар. Подача палива здійснюється через перемичку від Офшорного газопроводу. 
Основним споживачем виробленої ТЕС електроенергії є розташований поруч Сорекський завод з опріснення води (на момент введення найпотужніше підприємство у своєму типі у світі з показником у 624 тис м3 на добу). 
Зв’язок із енергосистемою країни відбувається за допомогою ЛЕП, розрахованої на роботу під напругою 161 кВ.